# Igor Vasilyevich Kurchatov
Igor Vasilyevich Kurchatov (tiếng Nga: И́горь Васи́льевич Курча́тов; 12 tháng 1 năm 1903 – 7 tháng 2 năm 1960) là một nhà vật lý học người Nga. Kurchatov sinh ra tại Simsky Zavod, Ufa Governorate (ngày nay là thị xã Sim, Chelyabinsk Oblast).
Giống như nhiều người cùng thời ở Liên Xô, Kurchatov, ban đầu được đào tạo thành một kỹ sư hải quân, đã tự học về vật lý hạt nhân và được chính quyền Liên Xô chọn vào dự án để đẩy nhanh khả năng chế tạo "siêu bom". Với sự hỗ trợ của hoạt động tình báo hiệu quả của các cơ quan Liên Xô về Dự án Manhattan của Mỹ, Kurchatov đã giám sát quá trình phát triển và thử nghiệm nhanh chóng vũ khí hạt nhân đầu tiên của Liên Xô tại Semipalatinsk thuộc Cộng hòa Xã hội chủ nghĩa Xô viết Kazakhstan vào năm 1949. Ông được vinh danh là "Cha đẻ của bom hạt nhân Nga".
Kurchatov đã nhận được nhiều danh hiệu cao quý nhất của Liên Xô cũ, và có vai trò đặc biệt quan trọng trong sự phát triển ngành công nghiệp hạt nhân hiện đại ở Nga. Sức khỏe của ông suy giảm nhanh chóng chủ yếu là do một tai nạn bức xạ năm 1949 ở Chelyabinsk-40.:107–108 Ông mất ở Mát-xcơ-va vào năm 1960, thọ 57 tuổi.

## Tiểu sử
Kurchatov sinh ra tại một ngôi làng nhỏ ở Simsky Zavod ở vùng Ufa, Đế quốc Nga (nay là thị trấn Sim, Chelyabinsk Oblast, Liên bang Nga), vào ngày 12 tháng 1 năm 1903.:2039 Cha của ông, Vasily Alekseyevich Kurchatov, là một thanh tra viên và cựu trợ lý kiểm lâm ở dãy núi Ural. Mẹ của ông, Mariya Vasilyevna Ostroumova, là con gái của một linh mục giáo xứ ở Sim, là một giáo viên ở trường học Gia đình ông chuyển đến Simferopol ở Crimea vào năm 1912. Gia đình Kurchatov có sắc tộc là Nga.

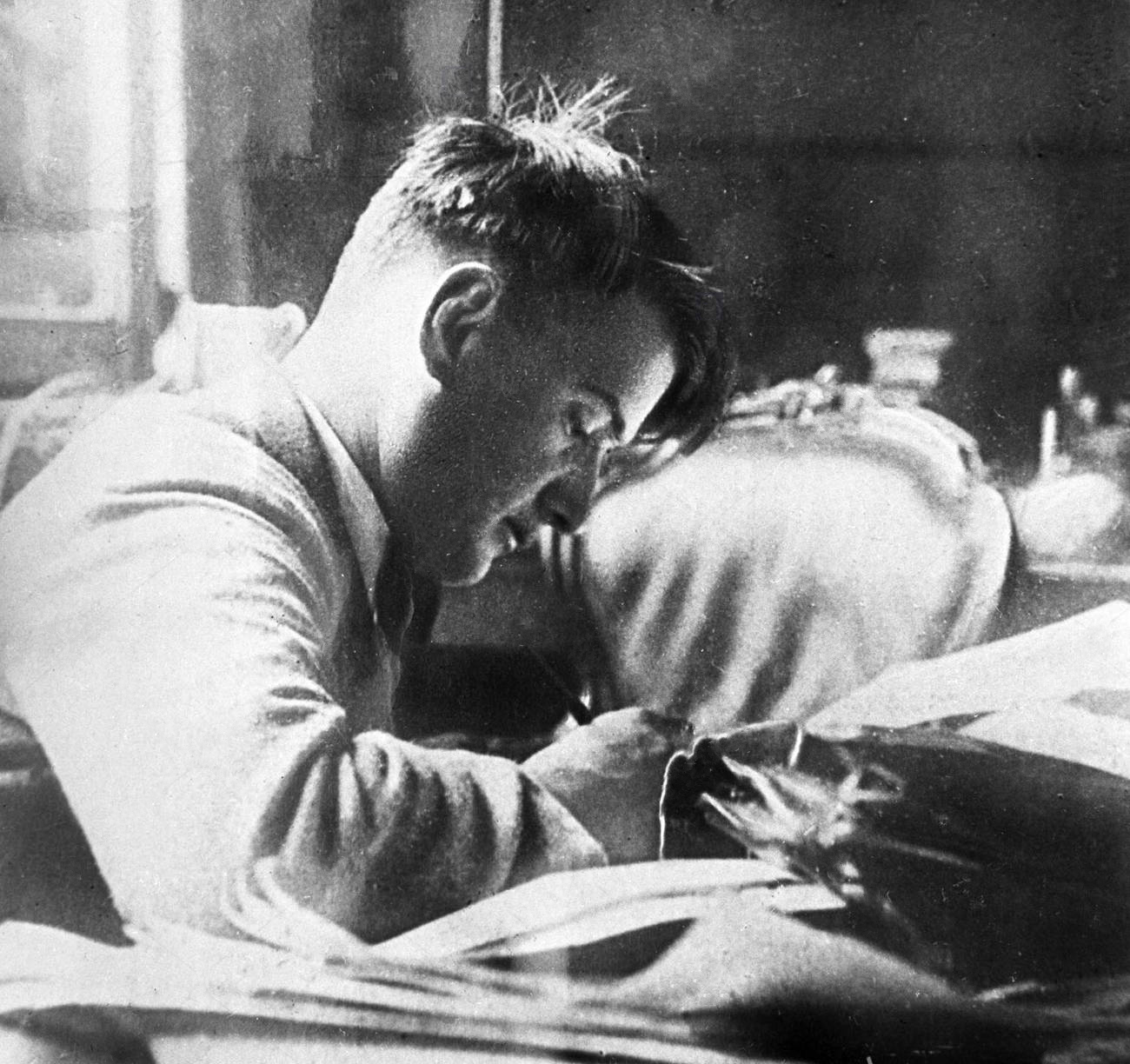
Igor Kurchatov ở Leningrad, 1929

Sau khi chị gái của ông, Antonina, qua đời ở Crimea, Igor lớn lên cùng em trai của mình, Boris, nơi cả hai đều theo học tại trường trung học Simferopol số 1 và là người chơi đàn mandolin trong dàn nhạc của trường. Trong Thế chiến thứ nhất, Igor và Boris phải làm việc để nuôi gia đình, trở thành một thợ hàn lành nghề và phát triển sở thích về động cơ hơi nước, với mong muốn trở thành kỹ sư.
Kurchatov theo học tại Đại học Nhà nước Crimea, nơi ông học vật lý và đã xây dựng được danh tiếng về khả năng của mình trong việc thực hiện các thí nghiệm vật lý, nhờ đó ông được cấp bằng cử nhân.:13 Kurchatov sớm chuyển đến Baku ở Azerbaijan sau khi được nhận một công việc trợ lý nghiên cứu vật lý tại Học viện Bách khoa Azerbaijan.:449 Tại đó, ông đã trình bày các thí nghiệm của mình về sự dẫn điện, điều này đã gây ấn tượng với Tiến sĩ Abram Ioffe là khách mời, và ông ta đã mời ông đến Viện Vật lý - Kỹ thuật ở Saint Petersburg, Nga.
Kurchatov kết hôn với Marina Sinelnikova vào năm 1927 và họ không có con.
Trong khi làm việc dưới sự chỉ đạo của Ioffe về điện sắt và chất bán dẫn, Kurchatov đã vào Học viện Bách khoa Leningrad để học kỹ thuật, và ông lấy bằng kỹ sư hải quân vào những năm 1930. Từ năm 1931 đến năm 1934, ông làm việc tại Viện phóng xạ đứng đầu bởi Vitaly Khlopin. Năm 1937, Kurchatov là thành viên của nhóm thiết kế và chế tạo máy gia tốc hạt cyclotron đầu tiên ở Nga, được lắp đặt tại Viện phóng xạ. Việc lắp đặt hoàn tất vào năm 1937, và việc nghiên cứu bắt đầu diễn ra vào ngày 21 tháng 9 năm 1939. Trong thời gian này, Kurchatov đã cân nhắc đến việc du học về vật lý tại Phòng thí nghiệm quốc gia Lawrence Berkeley ở Hoa Kỳ, nhưng kế hoạch đã bị hủy bỏ vì lý do chính trị. Cho đến năm 1933, Kurchatov không đi sâu vào vật lý hạt nhân và công trình của ông chủ yếu tập trung vào điện từ, nhưng ông đã thực hiện một công trình quan trọng về đồng vị hạt nhân và phóng xạ vào năm 1935.:449
Năm 1940, Kurchatov chuyển đến Kazan và nuôi dưỡng nỗi ám ảnh về vật lý hạt nhân sau khi Georgy Flerov đã viết một lá thư về các khám phá mới.:47–57 Trong những năm 1942–43, Kurchatov tham gia một dự án với Hải quân Liên Xô và chuyển đến thành phố Murmansk, nơi ông làm việc với nhà vật lý đồng nghiệp Anatoly Alexandrov. Đến tháng 11 năm 1941, họ đã nghĩ ra một phương pháp khử từ để bảo vệ tàu thuyền khỏi thủy lôi của Đức, được sử dụng tích cực cho đến khi Chiến tranh thế giới thứ hai kết thúc và sau đó.
Khi thực hiện công việc với Hải quân Liên Xô, Kurchatov vẫn nuôi dưỡng ý tưởng về tiềm năng của phản ứng phân hạch hạt nhân khi ông viết vào năm 1944: "Nguyên tử Uranium phải được tách thành hai phần tại thời điểm phát nổ. Khi phá vỡ các hạt nhân trong một kilôgam urani, năng lượng giải phóng sẽ tương đương vụ nổ của 20.000 tấn thuốc nổ TNT.":152:30–32

## Sự nghiệp
Công trình khoa học đầu tiên của ông là thời gian ở đài khí tượng thủy văn Paplov. Sau nhờ những khám phá về hiệu ứng áp điện khiến ông trở thành nhà vật lý nổi tiếng.
Năm 1932, ông bắt đầu nghiên cứu về vật lý nguyên tử. Chiến tranh thế giới thứ 2 bùng nổ khiến ông phải chuyển sang làm công việc kĩ sư thiết kế tàu chiến. Sau đó, vật lý nguyên tử được quan tâm mạnh hơn, ông được giao nhiệm vụ là tiếp tục sự nghiệp về năng lượng nguyên tử. Ông được cử làm Tổng công trình sư của dự án phát triển năng lượng nguyên tử nhằm nghiên cứu về các vũ khí nguyên tử.
Ngày 29 tháng 8 năm 1949, sau những năm tháng cặm cụi trong phòng thí nghiệm, quả bom nguyên tử đầu tiên do Liên Xô sản xuất đã được thử nghiệm thành công tại Semipalatinsky (Kazahstan), chấm dứt sự độc quyền về vũ khí nguyên tử của Hoa Kỳ.
Năm 1954, nhà máy điện nguyên tử đầu tiên trên thế giới ra đời ở Obninsk với sự đóng góp không nhỏ của tổng công trình sư, Kurchatov.

### Chương trình vũ khí hạt nhân Liên Xô

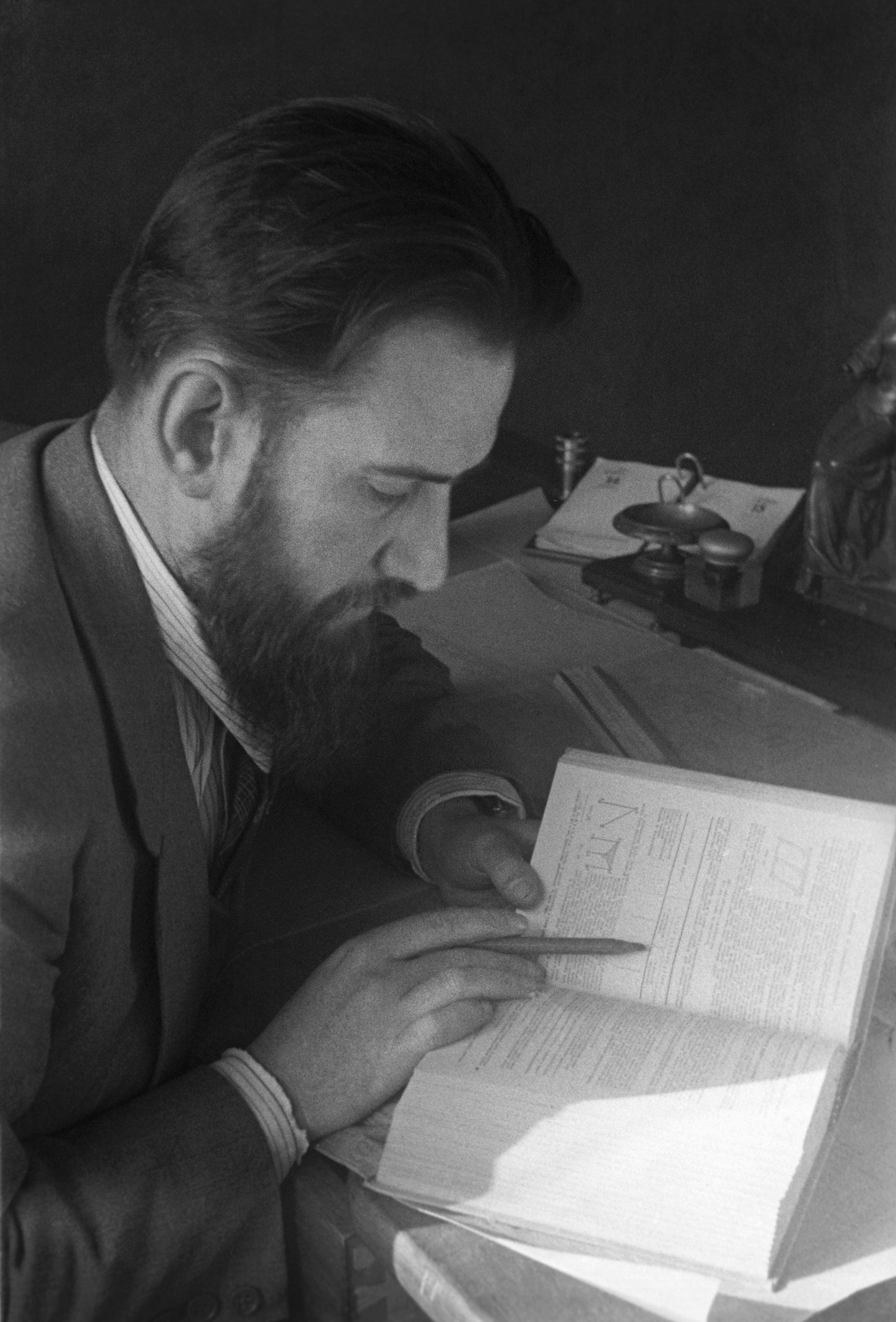
Kurchatov. October 1943

Sau năm 1942, Kurchatov giám sát việc mở rộng cơ sở và phát triển tổng thể của chương trình khoa học hạt nhân Liên Xô, cả từ khía cạnh quân sự đến dân sự của chương trình này.:24–25 Kurchatov được biết đến rộng rãi là cha đẻ của chương trình vũ khí hạt nhân của Liên Xô và thường được so sánh với nhà khoa học Robert Oppenheimer người Mỹ - mặc dù Kurchatov không phải là một nhà vật lý lý thuyết.:30:34
Chính quyền Liên Xô đã không bắt đầu chương trình hạt nhân cho đến năm 1943, mặc dù họ đã nhận được thông tin tình báo từ các điệp viên Nga ở Hoa Kỳ và lời cảnh báo từ Georgii Flerov.:34 Kurchatov, giống như nhiều người Liên Xô khác, khi đó đang nỗ lực chế tạo đạn dược cho các chiến dịch của Hồng quân chống lại quân Đức ở Mặt trận phía Đông trong Thế chiến II.:34
Ban đầu, chính phủ Liên Xô đã yêu cầu nhà khoa học Abram Ioffe lãnh đạo chương trình vũ khí hạt nhân của Liên Xô, nhưng Ioffe đã từ chối với lý do ông đã quá già, thay vào đó ông đề xuất Kurchatov vào năm 1942.:50–51 Kurchatov thành lập Phòng thí nghiệm số 2 ở Mátx-cơ-va bằng cách đưa Abram Alikhano (người làm việc về sản xuất nước nặng) từ Armenia và Lev Artsimovic, người đóng vai trò quan trọng trong việc tách đồng vị phóng xạ.:51–52 Ban đầu, Kurchatov khăng khăng làm việc mà không cần dữ liệu từ nước ngoài về phân tách đồng vị và muốn sản xuất vật liệu phân hạch bằng máy ly tâm khí, nhưng máy ly tâm khí về sau mới có ở Liên Xô.:53–54 Đối mặt với thời hạn công việc chặt chẽ hơn từ Stalin, Kurchatov đã chuyển sang dựa vào dữ liệu nước ngoài bằng cách chọn phương pháp khuếch tán khí để sản xuất vật liệu phân hạch, một động thái khiến Pyotr Kapitsa khó chịu, người đã phản đối phương pháp này nhưng đã bị bác bỏ.:54
Trong những năm đầu, chương trình của Liên Xô đã gặp phải nhiều trở ngại do thất bại về mặt hậu cần và thiếu hỗ trợ từ phía một số cơ quan chính phủ Liên Xô. Nhưng sau đó, họ đã nhận được hỗ trợ toàn diện sau khi Mỹ ném bom nguyên tử xuống Hiroshima và Nagasaki ở Nhật Bản, chứng minh sức hủy diệt của bom nguyên tử.:51–52
Năm 1942, Kurchatov được tình báo Liên Xô thông báo về kết quả thu được từ Chicago Pile-1 và đưa ra quan điểm của mình về việc chế tạo bom hạt nhân.:23 Năm 1945, Kurchatov tham gia thiết kế và xây dựng lò phản ứng đầu tiên của Liên Xô tại Phòng thí nghiệm số 2, nơi duy trì phản ứng dây chuyền hạt nhân vào cuối năm 1946.:23 Cùng với Alikhanov và Flerov, Kurchatov đã biên soạn một báo cáo về việc sản xuất plutonium trong lò phản ứng than chì uranium.:26 Năm 1947, Kurchatov đã làm việc với Isaak Kikoin để xác minh các tính toán của dữ liệu nước ngoài nhận được về chương trình của Mỹ.:55
Năm 1946, chương trình của Liên Xô được giám đốc tình báo Liên Xô Lavrentiy Beria theo đuổi một cách tích cực, người (giống như Kapitsa) đã có xung đột với Kurchatov về việc ông dựa vào dữ liệu thiết kế do Klaus Fuchs (một nhà vật lý người Đức tham gia Dự án Manhattan của Mỹ, chấp nhận làm điệp viên cho Liên Xô) cung cấp để đáp ứng thời hạn của Stalin.:36 Thiết kế của thị trấn hạt nhân đầu tiên của Liên Xô tại Sarov ở Gorki Oblast (nay là Nizhny Novgorod Oblast), trên sông Volga, đã được bắt đầu và đổi tên thành Arzamas-16.:36 Kurchatov đã tuyển dụng Yulii Kharito, người ban đầu phản đối nhưng về sau đã tham gia chương trình:87) và Yakov Zel'dovich, và Kurchatov đã bảo vệ mạnh mẽ các tính toán về deuterium của họ, nhấn mạnh rằng dữ liệu không thể chính xác hơn về ước tính khi được đối chiếu.:73:87–88
Nhóm nghiên cứu được hỗ trợ bởi các tiết lộ công khai do chính phủ Hoa Kỳ thực hiện, cũng như các thông tin tình báo bổ sung do Fuchs cung cấp. Tuy nhiên, Kurchatov và Beria lo ngại rằng thông tin tình báo là sai lệch hoặc bị cố ý làm giả để dự án của Liên Xô mắc sai lầm, và do đó họ yêu cầu các nhà khoa học phải tự mình kiểm tra lại mọi thứ. Beria, một cách riêng biệt, sẽ sử dụng thông tin tình báo như một bên thứ ba để kiểm tra kết luận của các nhóm nhà khoa học.

### RDS-1 và RDS-6

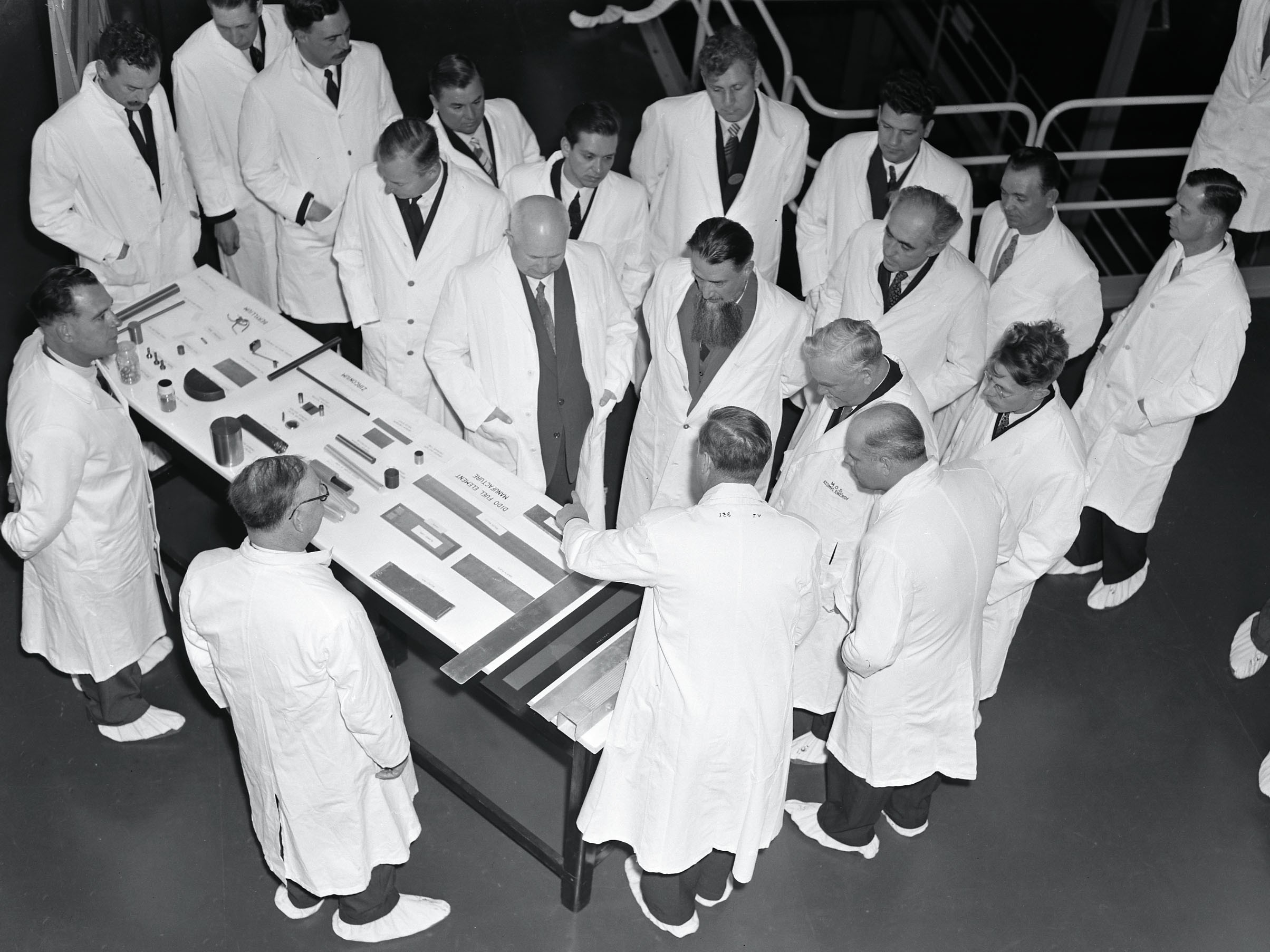
Kurchatov tại Harwell ngày 26 tháng 4, 1956

Điệp viên Nga tại Hoa Kỳ đã hỗ trợ rất nhiều trong việc cung cấp dữ liệu quan trọng về các thiết bị hạt nhân của Mỹ, cho phép Kurchatov tránh được các vấn đề thử nghiệm tốn kém và mất thời gian.:49–50 Vật liệu phân hạch thu được từ việc sử dụng lõi plutonium kiểu khuếch tán khí mà Kurchatov đã dành phần lớn thời gian của mình vào đó.:551 Hơn nữa, các nhà vật lý hạt nhân người Đức đóng vai trò quan trọng trong việc đẩy nhanh quá trình thu thập dữ liệu thiết bị và được sử dụng dưới sự hướng dẫn của Kurchatov.:36
Việc lắp ráp thiết bị cuối cùng được giám sát bởi Yulii Khariton, người đã di chuyển thiết bị đến một cụm lắp ráp tháo rời tại Semipalatinsk ở Kazakhstan.:551
Vào ngày 29 tháng 8 năm 1949, Kurchatov và nhóm của ông đã kích nổ thành công quả bom thử nghiệm đầu tiên của RDS-1 (một quả bom nguyên tử dùng plutonium) tại Khu thử nghiệm Semipalatinsk – thiết bị này được Kurchatov đặt tên mã là RDS-1 (РДС–1) và được Nhà nước Liên Xô chấp thuận.:219 Kurchatov sau này nhận xét rằng cảm giác của ông khi thử nghiệm thành công đó là “nhẹ nhõm”.:36–37
Năm 1950, công trình nghiên cứu về vũ khí nhiệt hạch được bắt đầu bởi Khariton, Sakharov, Zel'dovich, Tamm và những người khác làm việc dưới sự lãnh đạo của Kurchatov tại Arzamas-16.:75–76:35 Kurchatov hỗ trợ tính toán nhưng phần lớn công việc được thực hiện bởi Vitaly Ginzburg, Andrei Sakharov, Khariton và Zel'dovich, những người có công lớn nhất trong việc phát triển thiết kế cho bom nhiệt hạch, được gọi là RDS-6, được kích nổ vào năm 1953.:36

### Các thành tựu khác
Vào thời điểm RDS-1 được thử nghiệm thành công, Kurchatov đã quyết định nghiên cứu về sản xuất điện hạt nhân, làm việc chặt chẽ với kỹ sư Nikolay Dollezhal, người sẽ thành lập Nhà máy điện hạt nhân Obninsk, gần Mat-xco-va.:37 Địa điểm này được khánh thành vào năm 1954, nổi tiếng là nhà máy điện hạt nhân đầu tiên trên thế giới.:37
Kiến thức của ông về thiết kế hải quân chắc chắn đã giúp ông thiết kế con tàu hạt nhân dân sự đầu tiên, tàu phá băng hạt nhân Lenin.:107
Kể từ năm 1953, Kurchatov bắt đầu nói về mối nguy hiểm của chiến tranh hạt nhân, của thử nghiệm vũ khí hạt nhân. Ông đã đến thăm Anh, nơi ông phát biểu ủng hộ sự hợp tác lớn hơn giữa các nhà khoa học Nga và phương Tây về các ứng dụng hòa bình của tổng hợp hạt nhân.:37–38

## Qua đời
Vào tháng 1 năm 1949, Kurchatov đã gặp phải một tai nạn phóng xạ nghiêm trọng tại Chelyabinsk-40.:11–14 Trong nỗ lực bảo toàn lượng uranium và giảm thiểu tổn thất trong quá trình sản xuất plutonium, Kurchatov, không mặc thiết bị an toàn thích hợp, là người đầu tiên bước vào sảnh trung tâm của lò phản ứng bị hư hỏng chứa đầy khí phóng xạ. Việc này đã khiến ông bị nhiễm phóng xạ.:242
Sau năm 1950, sức khỏe của Kurchatov suy giảm nghiêm trọng và ông bị đột quỵ vào năm 1954. Ông qua đời tại Moscow do tắc mạch máu tim vào ngày 7 tháng 2 năm 1960, hưởng thọ 57 tuổi. Ông được hỏa táng và tro cốt của ông được chôn cất tại Nghĩa trang tường Điện Kremli trên Quảng trường Đỏ, nơi chuyên dành để chôn cất các vĩ nhân của nước Nga.

## Vinh danh

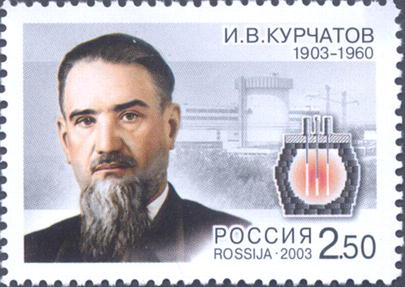
Kurchatov trên tem bưu chính Nga năm 2003.

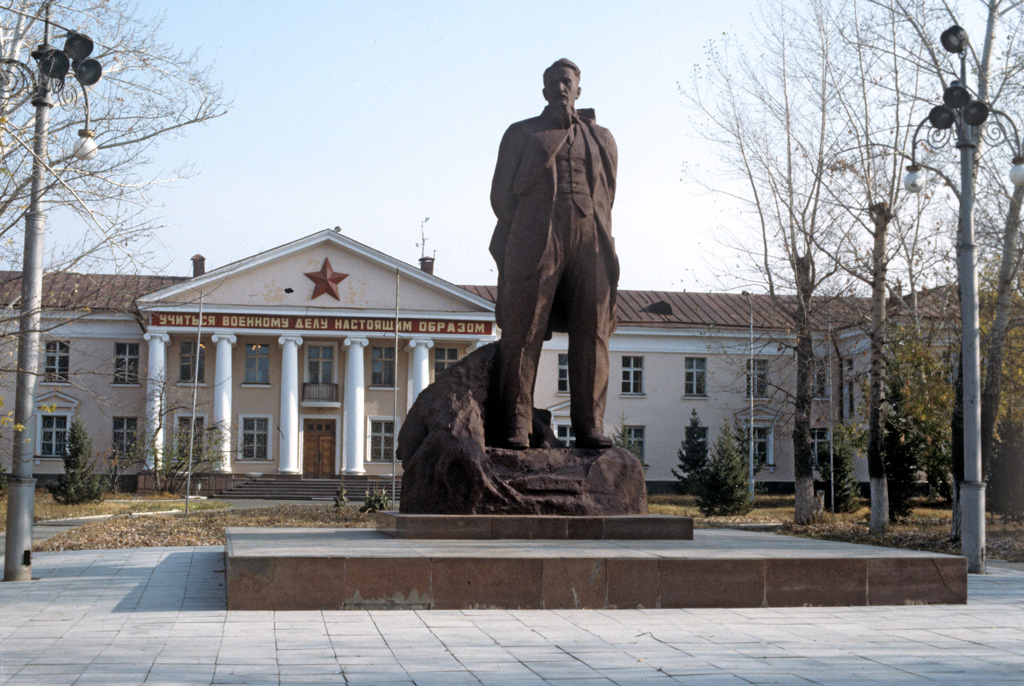
Tượng đài Kurchatov tại Văn phòng Tham mưu Trung ương của bãi thử hạt nhân Semipalatinsk, 1991.

Kurchatov  là một người cộng sản:37 ông có một bức chân dung của Stalin vào thời điểm ông qua đời, và là thành viên của Đảng Cộng sản Liên Xô.:37
Trong thời gian tham gia chương trình hạt nhân của Liên Xô, Kurchatov đã thề rằng ông sẽ không cắt râu cho đến khi chương trình của Liên Xô thành công, và ông vẫn tiếp tục để râu dài (hoặc được cắt theo kiểu lập dị) trong suốt quãng đời còn lại, khiến ông có biệt danh là "The Beard".
Hai thị trấn được mang tên ông: Thị trấn Kurchatov ở Kazakhstan, và Kurchatov gần Kursk (nơi có nhà máy điện hạt nhân). Viện Kurchatov được đặt theo tên ông để vinh danh ông, và có một tượng đài lớn dành riêng cho ông ở lối vào. Hố va chạm Kurchatov trên Mặt Trăng và tiểu hành tinh 2352 Kurchatov cũng được đặt theo tên ông. Nhiều học trò của ông cũng có những sự nghiệp nổi bật, trong số đó Andrei Sakharov, Viktor Adamsky, Yuri Babayev, Yuri Trutnev và Yuri Smirnov.
Tên ông còn được đạt tên cho nhà máy điện hạt nhân Beloyarsk (Nhà máy điện hạt nhân Beloyarsk mang tên I.V.Kurchatov, Tiếng Nga:Белоярская атомная электростанция им. И. В. Курчатова (БАЭС).
Tượng của ông đã được dựng ở nhiều nơi như: Ozyorsk, Chelyabinsk, Semipalatinsky.. để tưởng nhớ đến người đã có công công góp phần chế tạo ra quả bom nguyên tử đầu tiên ở Liên Xô.
Về phần mình, do công lao trong việc thiết lập chương trình hạt nhân của Liên Xô, theo sắc lệnh Nhà nước 627-258, Kurchatov đã được trao tặng danh hiệu Anh hùng lao động Xã hội chủ nghĩa, Giải thưởng Stalin hạng nhất, số tiền 500.000 rúp (ngoài phần thưởng 500.000 rúp trước đó) và một chiếc ô tô ZIS-110, một ngôi nhà riêng và một ngôi nhà nhỏ do nhà nước cung cấp, được tăng gấp đôi lương và "quyền trọn đời (cho ông và vợ) được đi lại miễn phí bằng đường sắt, đường thủy và đường hàng không ở Liên Xô". Theo thống kê chưa đầy đủ, ông đã được trao tặng:
- Viện sĩ Viện Hàn lâm Khoa học Liên Xô (được bầu năm 1943)[1]
- Ba lần Anh hùng Lao động Xã hội chủ nghĩa (1949, 1951, 1954)[1]
- Được trao tặng 5 Huân chương Lenin
- Được trao tặng 2 Huân chương Cờ đỏ
- 4 lần nhận Giải thưởng Stalin (1942, 1949, 1951, 1954)
- 1 lần Giải thưởng Lenin (1957).
- Được trao tặng các huân chương sau: "Vì sự nghiệp Chiến thắng phát xít Đức", "Vì sự nghiệp bảo vệ Sevastopol"

Kurchatov được chôn cất tại Nghĩa trang tường Điện Kremli ở Moscow, một nơi chôn cất dành riêng cho các quan chức cấp cao của Liên Xô. Năm 1960, viện nghiên cứu do ông điều hành được đổi tên thành Viện Năng lượng Nguyên tử I.V. Kurchatov, và năm 1991 thành Trung tâm Nghiên cứu Nga - Viện Kurchatov. Huy chương Kurchatov được Viện Hàn lâm Khoa học Nga lập ra để tôn vinh những công trình xuất sắc trong lĩnh vực vật lý hạt nhân.
Trong cuộc tranh cãi về tên gọi nguyên tố hóa học thứ 104, tên mà Liên Xô đề xuất cho nguyên tố 104 là "kurchatovium", Ku, để vinh danh Kurchatov. Nguyên tố 104 hiện được gọi là Rutherfordium.